# The People Who Grinned Themselves to Death
The People Who Grinned Themselves to Death foi o segundo e último álbum de estúdio por The Housemartins. Foi lançado em 1987. As músicas "Five Get Over Excited" "Me and the Farmer" e "Build" foram lançadas como singles. O título da canção é sobre a Família Real Britânica, que os considerou ganhando polêmica nos jornais e tablóides semelhante ao de outras bandas como o Sex Pistols, The Smiths e os Stone Roses.

## Lista de faixas
Todas as faixas foram escritas por Heaton/Cullimore.
1. "The People Who Grinned Themselves to Death" – 3:33
2. "I Can't Put My Finger on It" – 2:28
3. "The Light Is Always Green" – 3:59
4. "The World's on Fire" – 3:20
5. "Pirate Aggro" – 1:52
6. "We're Not Going Back" – 2:53
7. "Me and the Farmer" – 2:54
8. "Five Get Over Excited" – 2:44
9. "Johannesburg" – 3:55
10. "Bow Down" – 3:04
11. "You Better Be Doubtful" – 2:32
12. "Build" – 4:45

## Créditos

### The Housemartins
- Norman Cook – contra-baixo, vocais
- Dave Hemingway – bateria, vocais
- Paul Heaton – vocais, guitarra, trombone
- Stan Cullimore – guitarra, vocais

### Músicos adicionais
- Guy Barker – trompete
- Sandy Blair – tuba
- St. Winifred's School Choir – vocal de apoio
- Pete Wingfield – piano, teclado

### Pessoal técnico
- John Williams – produtor
- The Housemartins – produtor
- Phil Bodger – engenheiro
- David Storey – projeto
- John Sims – projeto
- Phil Rainey – capa fotografia
- Derek Ridgers – fotografia banda